# Erysimum arbuscula
Erysimum arbuscula é uma espécie de planta com flor pertencente à família Brassicaceae. 
A autoridade científica da espécie é (Lowe) Snogerup, tendo sido publicada em Opera Botanica 13: 9. 1967.

## Portugal
Trata-se de uma espécie presente no território português, nomeadamente no Arquipélago da Madeira.
Em termos de naturalidade é endémica da região atrás referida.

## Protecção
Não se encontra protegida por legislação portuguesa ou da Comunidade Europeia.